# Stanislav Linert
Stanislav Linert (* 1930) je český publicista. Ve svých dílech se věnuje historii pražské městské hromadné dopravy.

## Dílo
- LINERT, Stanislav. Tramvajová vozidla. 1. vyd. Praha: Nakladatelství dopravy a spojů, 1974. 64 s.
- LINERT, Stanislav. Dopravní prostředky pražské městské hromadné dopravy 1875–1975. 1. vyd. Praha: [s.n.], 1975.
- FOJTÍK, Pavel; LINERT, Stanislav; PROŠEK, František. Pražská koňka: Vybrané kapitoly z historie pražské koňky, zpracované k 105. výročí zahájení jejího provozu. 1. vyd. Praha: Kroužek přátel městské dopravy Kulturního domu Dopravních podniků hlavního města Prahy, 1980. 59 s.
- FOJTÍK, Pavel; LINERT, Stanislav; PROŠEK, František. Pražská městská doprava 1907–1918. 1. vyd. Praha: Kroužek přátel městské dopravy Kulturního domu Dopravních podniků hlavního města Prahy, 1982. 75 s.
- FOJTÍK, Pavel; LINERT, Stanislav; PROŠEK, František. Pražská městská doprava 1974–1985. 1. vyd. Praha: Kroužek přátel městské dopravy Kulturního domu Dopravních podniků hlavního města Prahy, 1986. 180 s.
- FOJTÍK, Pavel; LINERT, Stanislav; PROŠEK, František. Historie městské hromadné dopravy v Praze. 2. doplněné. vyd. Praha: Dopravní podnik hlavního města Prahy, 2000. 358 s. ISBN 80-238-5702-9.
- LINERT, Stanislav. Autobusy a trolejbusy pražské městské hromadné dopravy. Ilustrace Ivo Mahel. 2. aktualizované. vyd. Praha: Dopravní podnik hlavního města Prahy, 2002. 372 s. ISBN 80-238-8574-X.
- LINERT, Stanislav; FOJTÍK, Pavel. Kolejová vozidla pražské městské hromadné dopravy. Ilustrace Ivo Mahel. 1. vyd. Praha: Dopravní podnik hlavního města Prahy, 2005. 372 s. ISBN 80-239-5463-6.